# 109 (tal)
109 är det naturliga talet som följer 108 och som följs av 110.
- Det 29:e primtalet efter 107 och före 113

## Inom matematiken
- 109 är ett udda tal.
- 109 är primtalstvilling med 107
- 109 är ett Leonardotal
- 109 är ett centrerat triangeltal
- 109 är ett centrerat oktodekagontal

## Inom vetenskapen
- Meitnerium, atomnummer 109
- 109 Felicitas, en asteroid
- Messier 109, spiralgalax i Stora björnen, Messiers katalog